# 保加利亞希臘禮天主教會

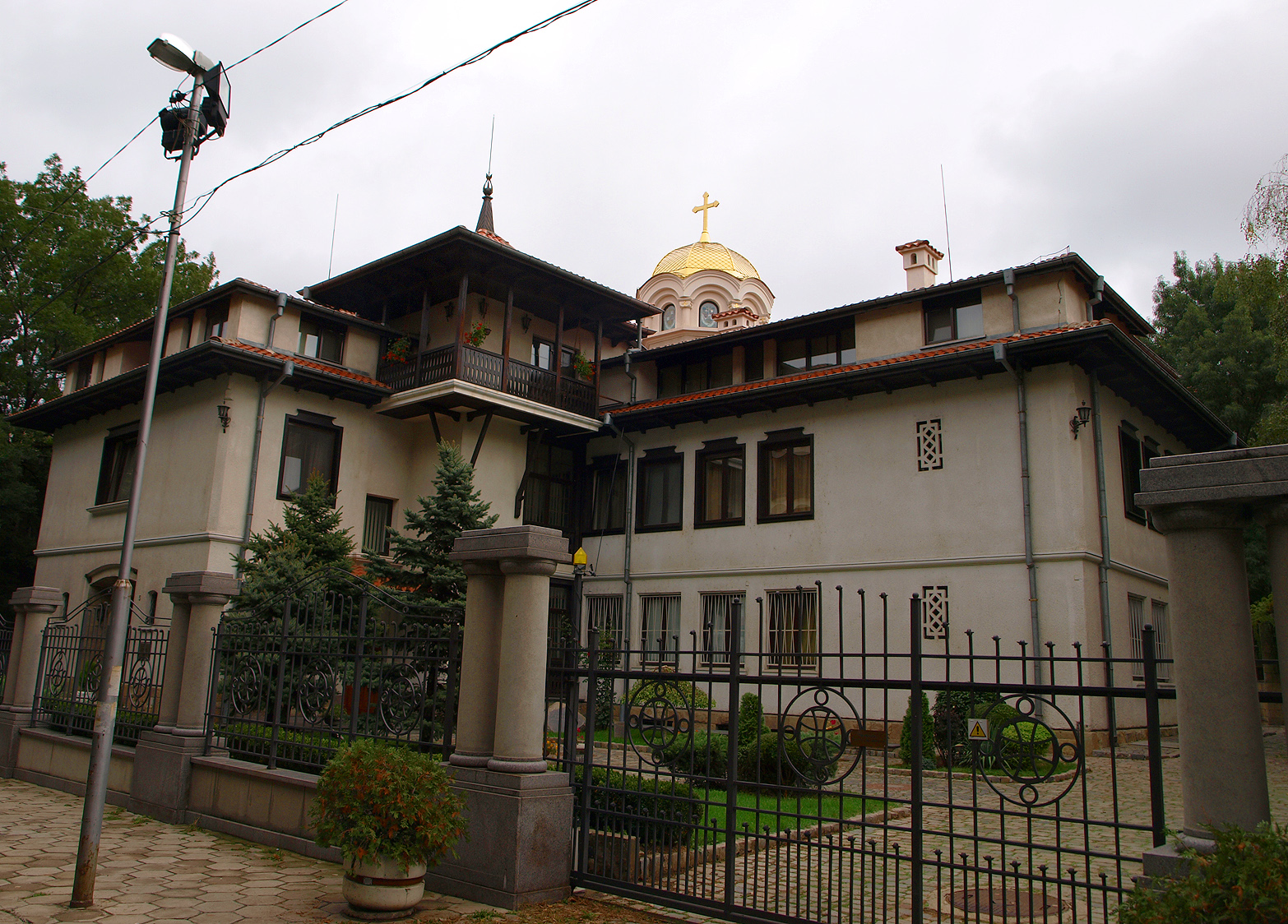
位於保加利亞首都索菲亞的代牧公署

保加利亞希臘禮天主教會是羅馬天主教的一部分，為拜占庭禮拜儀式傳統的一個分支，是東儀天主教會的22個成員之一。該教會是完全與羅馬天主教共融的。而它是直屬羅馬教廷。現在在保加利亞設立東方禮宗座代牧區。

## 歷史

### 保加利亞的拜占庭教會
自鮑里斯一世推動了保加利亞的改宗後，基督信仰就成了保加利亞的主流宗教，其主要儀式語言為教會斯拉夫語。原先他答與東法蘭克王國國王日耳曼人路易斯協議要藉由東法蘭克來的拉丁教會神職人員完成改宗的計畫。但最後因為拜占庭皇帝米哈伊爾三世的影響，鮑里斯最後選擇皈依拜占庭禮教會。 並認米拉伊爾為教父。他的繼承者西美昂一世在917年則宣布成立自治的保加利亞牧首席位及聖統制，隨後在927年獲得君士坦丁方面的認可。此一牧首席位延續到1018年由於保加利亞第一帝國的覆滅才終止。
1186年，保加利亞抵抗了拜占庭帝國而復立了保加利亞第二帝國。不久後約在1199年，教宗英諾森三世致函保加利亞沙皇卡洛揚邀請他加入羅馬公教會。為了使保加利亞能獲得穩固的地位，卡洛揚選擇接受這個邀請已獲得教宗這個有利盟友。1202年，他回復了這份邀請，以期由教宗為他加冕，並希望教廷承認保加利亞教會的領袖為宗主教。教宗則將這些要求打了折扣，他的特使利奧樞機只祝聖保加利亞的總主教為主教長。當拜占庭皇帝阿歷克塞三世答應要承認保加利亞「帝國」的身分和保加利亞牧首的地位後，卡洛揚就改而支持正教會。1235年，君士坦丁牧首承認了保加利亞牧首的地位及保加利亞教會的自主性。此時東西教會已分裂成以羅馬教宗和君士坦丁普世牧首為首的羅馬公教和東方正教會。
1393年，鄂圖曼帝國占領了保加利亞，牧首聖統制斷絕。由於君士坦丁堡也被併吞入鄂圖曼帝國，在鄂圖曼的米利特制度下保加利亞的教會管理權被交到君士坦丁牧首首名下，在長年的同化下保加利亞教會逐漸的希臘化，這點顯現於其儀式語言，保加利亞正教會改以希臘文進行聖事。

### 與天主教聯合
19世紀，受到民族主義的影響保加利亞正教會使用希臘文為儀式語言的現象遭到質疑。因此引發了三波的合一行動，這些運動和民族主義者意圖脫離君士坦丁牧首轄區對保加利亞教會的希臘化影響而和羅馬公教合作有關連。在起初這剛形成的東儀天主教會有六萬多的信徒追隨，但隨著在1870年，鄂圖曼帝國的蘇丹認可成立了保加利亞督主教區後大多數的人又回歸到正教會之下。而這些改宗的行動於1878年的聖斯特凡諾條約和柏林條約後，又牽涉到各國列強與保加利亞的政治互動中，保加利亞政府方面與俄羅斯支持正教會的保加利亞督主教區，法國和哈布斯堡家族支持東儀天主教，而希臘則支持君士坦丁牧首系統的正教會。
1859年至1861年間，一群有影響力的保加利亞人士試圖請求羅馬教廷的支持，以使他們的教會脫離君士坦丁牧首轄區的管制。此次活動的主導人物之一的德拉甘·詹科夫是一名保加利亞商人及政治人物，日後曾二度擔任保加利亞總理。詹科夫在他於君士坦丁發行的報紙《保加利亞》上鼓吹與羅馬教宗的聯合。該報也批判俄羅斯對於保加利亞教會的處境的漠視，並且刊登一些中世紀時教宗和保加利亞國王們的良好往來的歷史文獻。
此次合一活動有兩大中心地帶，基爾基斯和君士坦丁。1859年當時還叫作庫庫西的基爾基斯尚屬於保加利亞，該地區的居民寄信給教宗承認其所擁有的訓導權和精神領袖地位，做為交換的是請教宗允許他們保留教會的東方禮儀式和選擇自己的主教及神職人員的權利。君士坦丁堡方面，則於1860年12月一群世俗及教會人士，包含詹科夫和總修院長約瑟夫·索柯斯基等人，所組成的代表團訪問羅馬並遞上請求與教廷合一的信件。此舉隨後獲的了教廷與鄂圖曼帝國方面的認同。1861年4月8日，教宗庇護九世任命並親自祝聖索柯斯基為總主教，並獲得了鄂圖曼方面承認。但是在同年6月，索柯斯基回到君士坦丁後卻在不明原因下被俄羅斯船艦帶到了基輔，在他餘生的18年都沒有回歸。 
為了彌補索柯斯基總主教失蹤造成的教會無人帶領的缺憾，1864年才又交託當初亦有參與代表團的拉菲爾·波波夫領導合一的保加利亞教會，並任命他為主教。 

## 現況
現時，保加利亞希臘禮天主教會在保加利亞設立東方禮宗座代牧區，名為保加利亞希臘禮天主教索菲亞宗座代牧區（拉丁語：Exarchatus Apostolicus Sophiæ）。教會的總部設在保加利亞首都索菲亞。該教會現任宗座代牧為赫里斯托‧普羅伊科夫。2009年有教友10,000人、廿一個堂區、廿一名司鐸。它的信徒主要是保加利亞人。它在彌撒、教會行政和其它宗教活動時，主要使用保加利亞語。

## 外部連結
- 歐洲少數群體文檔和資料中心 - 東南歐馬其頓天主教徒
- 東儀天主教牧民協會美國南加州保加利亞希臘禮天主教會（页面存档备份，存于）
- 天主教教會